# Elephantulus pilicaudus
Elephantulus pilicaudus es una especie de mamífero afroterio del orden Macroscelidea.
El hábitat conocido es en zonas rocosas y de matorral en Sudáfrica (Norte de la Provincia del Cabo, Provincia Occidental del Cabo), donde es endémica.